# Templo del Otro Partido

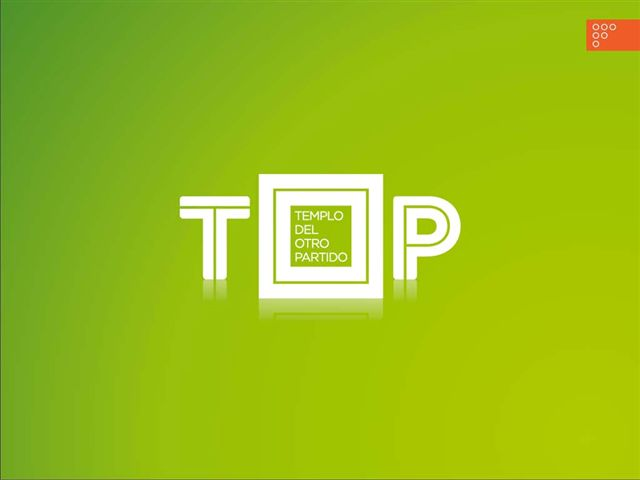
Logotipo del Templo del Otro Partido

El Templo del Otro Partido (también conocido por su sigla TOP) es un museo de marketing deportivo ubicado en la ciudad de Buenos Aires. Cuenta con cerca de 15000 piezas de exposición, incluyendo alrededor de 5000 camisetas de fútbol de distintas procedencias. Fue ideado y fundado por Claudio Destéfano, periodista especializado en negocios deportivos.

## Objetos en exposición

### Fútbol
El museo expone una larga lista de objetos vinculados a la historia del deporte argentino, con especial énfasis en los ídolos del fútbol, el tenis, el básquet y el rugby.
Así, por ejemplo, entre las más de 120 camisetas de Boca Juniors en exhibición, se incluye la que Martín Palermo utilizó en el partido que significó su retirada del fútbol profesional. También se exponen los pantalones amarillos usados por Juan Román Riquelme durante la final de la Copa Libertadores 2007.

### Tenis y básquet
Entre otros objetos de gran valor para la memoria deportiva de los argentinos, se incluyen zapatillas de los baloncestistas Jorge “Chuzo” González y Emanuel Ginóbili. También hay raquetas y pelotas utilizadas por ídolos del tenis como Guillermo Vilas, Gastón Gaudio y Guillermo Coria.

## Museo virtual
El Templo del Otro Partido tiene su equivalente virtual en la web Hay Otro Partido, plataforma dedicada a la historia del deporte argentino y su relación con patrocinadores y grandes marcas. 